# Lezley Zen

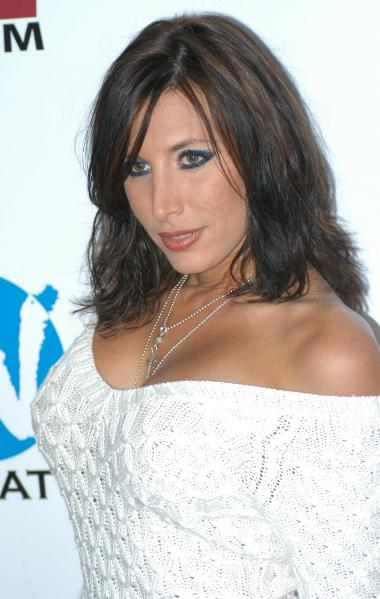
Lezley Zen

Lezley Zen (n. 19 februarie 1974 în Charleston, South Carolina) este o fostă dansatoare de strip-tease, care în prezent este o actriță porno nord-americană.
1. ↑  Adult Film Index